# Cadenas de amargura
Cadenas de amargura es una telenovela mexicana producida por Carlos Sotomayor para Televisa y emitida por El Canal de las Estrellas entre el 7 de enero y el 26 de abril de 1991.
Esta telenovela contó con una historia original de Cuauhtémoc Blanco y María del Carmen Peña, cuya trama gira en torno al rencor y el odio de una mujer amargada que se desquita con su sobrina por una decepción amorosa que tuvo en el pasado, en la cual estuvieron involucrados su hermana y un sacerdote.
Fue protagonizada por Daniela Castro y Raúl Araiza, con las actuaciones antagónicas de Diana Bracho, Cynthia Klitbo, Hilda Aguirre y Alexis Ayala, contó con las actuaciones estelares de Delia Casanova, Fernando Luján, Tina Romero y Aurora Molina.

## Argumento
Tras el accidente en el que mueren sus padres, la pequeña Cecilia debe ir a vivir a Guanajuato con sus tías Evangelina y Natalia Vizcaíno, las dos solteras y muy diferentes entre sí. Cecilia quiere a Natalia como una madre, pero Evangelina siempre busca la manera de romper las ilusiones de la niña y hacerla sufrir, por lo que Cecilia le tiene un profundo temor.
Cecilia crece y está a punto de cumplir 18 años. Su mejor amiga es Sofía, su vecina, quien la incita a ser como cualquier otra joven; sin embargo, Evangelina siempre se encarga de evitar que Cecilia se divierta o salga a alguna parte. Por su lado, Natalia no hace más que ver como Cecilia sufre sin poder evitarlo, porque aunque trata de enfrentarla, ella también le teme al fuerte carácter de Evangelina.
A pesar de que a Sofía siempre le ha dado lástima el trato de Evangelina hacia Cecilia, esta última parece estar más que acostumbrada. Por su parte, Sofía sufre por el abandono de su padre, quien se fue tiempo atrás con otra mujer; después de lo sucedido, su madre Martha y ella son mal vistas por Evangelina, quien siempre las ha desprestigiado ante los vecinos.
El amor llega a las vidas de ambas amigas. Sofía se enamora de Gerardo, un muchacho noble y bueno que acaba de terminar sus estudios en la Ciudad de México y consigue trabajo en una dulcería, pues no quiere trabajar con su padre, Renato, quien es dueño de una fábrica de cerámica. Mientras tanto, Cecilia conoce a Joaquín, un joven contador amigo de Gerardo que trabaja con él en la dulcería. Joaquín pretende a Cecilia, y ella acepta su cortejo a pesar de no sentir nada por él, llegando a comprometerse en poco tiempo.
Evangelina descubre el noviazgo secreto de Cecilia y decide poner fin a la felicidad de su sobrina; la mujer finge aceptar tal matrimonio, pero la noche en que Joaquín pide la mano de Cecilia, Evangelina lo envenena y termina así con las ilusiones de su sobrina de vivir lejos de ella y de la casa en la que se considera una prisionera.
Cecilia intenta refugiarse de su dolor en el estudio, pero Evangelina le miente diciéndole que su padre no le dejó nada, sino que utilizó todo su dinero para pagar las deudas que dejó. Poco después, Natalia descubre la verdad acerca de la herencia de su hermano, pero Evangelina intenta matarla empujándola por las escaleras. Mientras Natalia se encuentra al borde de la muerte, llega a la parroquia local el padre Julio. Al mismo tiempo, Gerardo descubre poco a poco que realmente está enamorado de Cecilia; cuando se lo confiesa, ella corresponde sus sentimientos, pero ambos acuerdan amarse en secreto, para no herir a Sofía.
Julio es el hombre detrás de la historia de las hermanas Vizcaíno, pues antes de ser sacerdote, fue novio de Natalia. Evangelina, que amaba a Julio, se encargó de separarlos, aprovechando que él estaba de viaje, haciéndole creer a él que ella se había casado con otro hombre y a ella que él había muerto mediante un telegrama anónimo. Cuando Julio volvió de su viaje recibió la noticia de que Natalia se había casado y marchado a la capital, por lo que decidió retirarse a un seminario, lejos del dolor que le traía Guanajuato. Natalia, que estaba embarazada, le entregó su hija a su hermano y la esposa de este, por consejo de su hermana, ya que su cuñada no podía tener hijos. Esa niña era Cecilia.
El regreso de Julio es el detonante principal para romper con el odio y amargura de Evangelina, quien después de asesinar a Natalia busca ahora romper la felicidad de Cecilia, que quiere ser feliz junto a Gerardo, sin saber los planes de su tía.

## Elenco
- Diana Bracho como Evangelina Vizcaíno Lara
- Daniela Castro como Cecilia Vizcaíno Robles De Garza
  - Karen Beatriz interpretó a Cecilia de niña
- Delia Casanova como Natalia Vizcaíno Lara
- Raúl Araiza como Gerardo Garza Osuna
- Cynthia Klitbo como Sofía Gastelum Fernández
  - Priscila Reyes interpretó a Sofía de niña
- Fernando Luján como el padre Julio
- Aurora Molina como Jovita
- Tina Romero como Martha Fernández
- Marcela Páez como la hermana Angélica Sepúlveda
- Hilda Aguirre como Elena Osuna de Garza
- Raymundo Capetillo como Renato Garza
- Bolívar Hack como Roberto Vizcaíno Lara
- Gilberto Román como Manuel Alejo
- Alexis Ayala como Víctor Medina Blanco
- Raúl Magaña como Joaquín de la Peña Barraza
- Raquel Pankowsky como Inés Blancarte
- Tiaré Scanda como Liliana Ayala
- Jorge Salinas como Roberto Herrera
- Juan Carlos Colombo como Armando Gastelum
- Cecilia Romo como la madre superiora
- Miguel Córcega como el padre José María
- Ivette Proal como Elsa Robles de Vizcaíno
- Roberto Montiel como Felipe Andrade
- Luis Cárdenas como Salvador de la Peña
- Marta Resnikoff como Rosa Barraza de De la Peña
- Gloria Izaguirre como Carmelita Ríos
- Rosa Elena Díaz como la señora Cuéllar
- Mercedes Gironella como la hermana Lucero
- Margarita Ambriz como «Toña»
- Graciela Bernardos como «Lupita»
- Jacqueline Munguía como Imelda
- María Dolores Oliva como Rita
- Arturo Paulet como el doctor García
- Alejandra Jurado como Irene
- Toni Ramírez como una monja
- Dacia Arcaraz como una monja

## Equipo de producción
- Historia original: Cuauhtémoc Blanco y María del Carmen Peña
- Tema: The Blade Artist
- Autor: Dwight Bernard Mikkelsen
- Escenografía: Javier Terrazas
- Ambientación: Jorge Sainz
- Diseño de vestuario: Iliana Prensado
- Musicalización: Jesús Blanco
- Edición: Marco Antonio Gutiérrez, Eduardo Reyna
- Coordinación de producción: Luis Miguel Barona
- Gerente de producción: Rafael Urióstegui
- Director adjunto: Eduardo Gallegos
- Director de cámaras: Carlos Guerra
- Director: Luis Vélez
- Productor: Carlos Sotomayor

## Premios

### Premios TVyNovelas 1992
| Categoría                 | Nominado(a)      | Resultado |
| ------------------------- | ---------------- | --------- |
| Mejor telenovela          | Carlos Sotomayor | Ganadora  |
| Mejor actriz protagónica  | Diana Bracho     | Ganadora  |
| Mejor villana             | Cynthia Klitbo   | Ganadora  |
| Mejor primer actor        | Fernando Luján   | Nominado  |
| Mejor actriz coestelar    | Delia Casanova   | Nominada  |
| Mejor actriz coestelar    | Tina Romero      | Nominada  |
| Mejor actriz joven        | Daniela Castro   | Ganadora  |
| Mejor actor joven         | Raúl Araiza      | Ganador   |
| Mejor director de cámaras | Carlos Guerra    | Ganador   |
| Mejor director de escena  | Luis Vélez       | Ganador   |

### Premios ACE 1992
| Categoría    | Nominado(a)  | Resultado |
| ------------ | ------------ | --------- |
| Mejor actriz | Diana Bracho | Ganadora  |

### Premios Eres 1992
| Categoría                   | Nominado     | Resultado |
| --------------------------- | ------------ | --------- |
| Mejor actriz estelar        | Diana Bracho | Ganadora  |
| Mejor actor coestelar       | Raúl Araiza  | Nominado  |
| Mejor actor coestelar joven | Alexis Ayala | Ganador   |

## Otras versiones
- En 2008 el productor Carlos Moreno Laguillo realizó una nueva versión llamada En nombre del amor, que contó con las actuaciones protagónicas de Victoria Ruffo y Arturo Peniche, con las actuaciones estelares de Allisson Lozz y Sebastián Zurita y las actuaciones antagónicas de Leticia Calderón y Altaír Jarabo.